# رينيالم
رينيالم كانت إحدى العائلات البلجيكية والفينيسية النبيلة البارزة أصلها من أنتويرب في بلجيكا الحديثة. كان العديد من أفراد العائلة من التجار الأثرياء في أنتويرب والبندقية خلال القرن السادس عشر وما بعده.
تشمل العائلات على تاجر التحف الفنية الشهير يوهانس دي ريناليم الذي كان مختصا بجمع لوحات  الرسام الهولندي المولود في أمستردام رامبرانت، والذي قام أيضًا بشراء أول لوحة معروفة لفيرمير. 